# Sergio Ávila
Sergio Gabriel Ávila Valle (* 2. September 1985 in Irapuato, Guanajuato) ist ein ehemaliger mexikanischer Fußballspieler, der vorwiegend im Mittelfeld agierte. Der auch unter dem Spitznamen Gaucho bekannte Fußballer spielte bereits in den Nachwuchsmannschaften von Deportivo Guadalajara, für den er auch während seiner gesamten Profikarriere von 2005 bis 2012 unter Vertrag stand. Lediglich im ersten Halbjahr 2011 spielte er auf Leihbasis für den Querétaro Fútbol Club.
Sein Profidebüt in der mexikanischen Primera División gab er am 1. Mai 2005 in einem Auswärtsspiel der Chivasi gegen den im benachbarten Zapopan beheimateten Lokalrivalen UAG Tecos, das Chivas mit 3:2 gewann. Sein erstes Tor in einem Turnier der ersten Liga Mexikos gelang ihm im Viertelfinale der Clausura 2006 gegen die Jaguares de Chiapas. Ein halbes Jahr später gewann er mit seinem Verein den Meistertitel der Apertura 2006.

## Erfolge
- Mexikanischer Meister: Apertura 2006